# Мовсісян Марго Хачатурівна
Марго Хачатурівна Мовсісян (Мосесян) (1925, селище Чертаз Мартунинського району, тепер Нагірний Карабах, Азербайджан — ?) — радянська діячка, ветеринарний лікар колгоспу імені Сталіна Мартунинського району Нагірно-Карабаської автономної області Азербайджанської РСР. Депутат Верховної ради СРСР 4-го скликання.

## Життєпис
Народилася в родині селянина-середняка. Закінчила середню школу. У 1940 році вступила до комсомолу.
Закінчила Єреванський ветеринарний інститут, здобула спеціальність ветеринарного лікаря.
У липні 1952 — серпні 1953 року — завідувач Чертазького зооветеринарного пункту Мартунинського району Нагірно-Карабаської автономної області Азербайджанської РСР.
З серпня 1953 року — ветеринарний лікар колгоспу імені Сталіна Мартунинського району Нагірно-Карабаської автономної області Азербайджанської РСР. Очолювала комсомольську організацію колгоспу імені Сталіна Мартунинського району.
Подальша доля невідома.